# Grand Prix Formule 1 van Europa 1999
De Grand Prix Formule 1 van Europa 1999 werd gehouden op 26 september 1999 op de Nürburgring.

## Verslag
Heinz-Harald Frentzen vertrok vanop de pole-position na een natte kwalificatie. Bij de start van de race was de baan wel droog maar de start werd vertraagd doordat Alessandro Zanardi en Marc Gené zich fout plaatsten op de grid. Hierdoor was nog een opwarmronde nodig. Toen de race eenmaal vertrokken was, leidde Frentzen voor Mika Häkkinen. Meer naar achteren waren er wat problemen in de eerste bocht: Damon Hill had een elektrisch probleem waardoor Alexander Wurz moest uitwijken en tegen de wagen van Pedro Diniz reed. De Sauber ging hierdoor over de kop. Er kwam de safety car op de baan, terwijl Diniz uit zijn auto werd geholpen.
De top-zes was na de herstart Frentzen, Häkkinen, David Coulthard, Ralf Schumacher, Giancarlo Fisichella en Eddie Irvine. Na een aantal ronden begon het te regenen, waarop Häkkinen in de pits ging voor nat-weer-banden. De rest van de top-zes bleef echter op de baan, wat de correcte beslissing bleek. Het stopte met regenen. Ralf Schumacher maakte gebruik van de opdrogende baan en ging voorbij Coulthard. Ook Irvine ging voorbij Fisichella. Doordat zijn pitcrew niet klaar was maakte Irvine hierna een desastreuze pitstop. Het duurde een halve minuut voor zijn vierde band gemonteerd was en hij opnieuw kon vertrekken. Ook Häkkinen moest opnieuw in de pits komen voor droog-weer-banden.
Frentzen en Coulthard bleven op de eerste en tweede plaats rijden, ook na hun pitstops, ruim voor Ralf Schumacher. Hierop moesten beiden echter opgeven: Frentzen met een elektrisch probleem, Coulthard gleed van de baan nadat het opnieuw was beginnen te regenen. Hierdoor pakte Ralf Schumacher de leiding, die hij opnieuw moest afstaan na zijn pitstop aan Giancarlo Fisichella. De Italiaan bleef op droog-weer-banden rijden en was op weg naar zijn eerste zege, totdat hij van de baan gleed. Ralf Schumacher kwam opnieuw op de eerste plaats te rijden, maar hij moest deze afstaan nadat hij een lekke band kreeg. De nieuwe leider was Johnny Herbert en hij zou deze niet meer afstaan. Dit was de eerste overwinning voor Stewart. Naast Herbert stonden Jarno Trulli en zijn teammaat Rubens Barrichello. De rest van de punten gingen naar Ralf Schumacher, Häkkinen en Marc Gené in de Minardi.

## Uitslag
| Positie | Nummer | Rijder                | Team               | Ronden | Tijd/Opgave         | Startplaats | Punten |
| ------- | ------ | --------------------- | ------------------ | ------ | ------------------- | ----------- | ------ |
| 1       | 17     | Johnny Herbert        | Stewart-Ford       | 66     | 1:41:54.314         | 14          | 10     |
| 2       | 19     | Jarno Trulli          | Prost-Peugeot      | 66     | +22.619             | 10          | 6      |
| 3       | 16     | Rubens Barrichello    | Stewart-Ford       | 66     | +22.866             | 15          | 4      |
| 4       | 6      | Ralf Schumacher       | Williams-Supertec  | 66     | +39.508             | 4           | 3      |
| 5       | 1      | Mika Häkkinen         | McLaren-Mercedes   | 66     | +1:02.950           | 3           | 2      |
| 6       | 21     | Marc Gené             | Minardi-Ford       | 66     | +1:05.154           | 20          | 1      |
| 7       | 4      | Eddie Irvine          | Ferrari            | 66     | +1:06.683           | 9           |        |
| 8       | 23     | Ricardo Zonta         | BAR-Supertec       | 65     | +1 Ronde            | 17          |        |
| 9       | 18     | Olivier Panis         | Prost-Peugeot      | 65     | +1 Ronde            | 5           |        |
| 10      | 22     | Jacques Villeneuve    | BAR-Supertec       | 61     | Koppeling           | 8           |        |
| NF      | 20     | Luca Badoer           | Minardi-Ford       | 53     | Versnellingsbak     | 19          |        |
| NF      | 14     | Pedro de la Rosa      | Arrows             | 52     | Versnellingsbak     | 22          |        |
| NF      | 9      | Giancarlo Fisichella  | Benetton-Playlife  | 48     | Spin                | 6           |        |
| NF      | 3      | Mika Salo             | Ferrari            | 44     | Remmen              | 12          |        |
| NF      | 15     | Toranosuke Takagi     | Arrows             | 42     | Spin                | 21          |        |
| NF      | 2      | David Coulthard       | McLaren-Mercedes   | 37     | Spin                | 2           |        |
| NF      | 11     | Jean Alesi            | Sauber-Petronas    | 35     | Aandrijving         | 16          |        |
| NF      | 8      | Heinz-Harald Frentzen | Jordan-Mugen-Honda | 32     | Elektrisch probleem | 1           |        |
| NF      | 5      | Alessandro Zanardi    | Williams-Supertec  | 10     | Botsing             | 18          |        |
| NF      | 7      | Damon Hill            | Jordan-Mugen-Honda | 0      | Elektrisch probleem | 7           |        |
| NF      | 10     | Alexander Wurz        | Benetton-Playlife  | 0      | Botsing             | 11          |        |
| NF      | 12     | Pedro Diniz           | Sauber-Petronas    | 0      | Botsing             | 13          |        |

## Statistieken
| Pole-position | Heinz-Harald Frentzen | Jordan-Mugen-Honda | 1:19.910 |
| Snelste ronde | Mika Häkkinen         | McLaren-Mercedes   | 1:21.282 |

## Wetenswaardigheden
- De zesde plaats van Marc Gene  leverde Minardi voor het eerst sinds de GP van Australië 1995 een WK-punt op.  Het hadden er nog meer kunnen zijn,  want Luca Badoer lag in de slotfase vierde maar hij moest opgeven met een kapotte versnellingsbak.

## Noot
- Dit waren de eerste rondes als raceleider voor Ralf Schumacher.
- Eerste podiumplaats voor Jarno Trulli.

Als eretitel: 1923 (Italië) · 1924 (Frankrijk) · 1925 (België) · 1926 (San Sebastián) · 1927 (Italië) · 1928 (Italië) · 1930 (België) · 1947 (België) · 1948 (Zwitserland) · 1949 (Italië) · 1950 (Groot-Brittannië) · 1951 (Frankrijk) · 1952 (België) · 1954 (Duitsland) · 1955 (Monaco) · 1956 (Italië) · 1957 (Groot-Brittannië) · 1958 (België) · 1959 (Frankrijk) · 1960 (Italië) · 1961 (Duitsland) · 1962 (Nederland) · 1963 (Monaco) · 1964 (Groot-Brittannië) · 1965 (België) · 1966 (Frankrijk) · 1967 (Italië) · 1968 (Duitsland) · 1972 (Groot-Brittannië) · 1973 (België) · 1974 (Duitsland) · 1975 (Oostenrijk) · 1976 (Nederland) · 1977 (Groot-Brittannië)
Als alleenstaande race: 1983 · 1984 · 1985 · 1993 · 1994 · 1995 · 1996 · 1997 · 1999 · 2000 · 2001 · 2002 · 2003 · 2004 · 2005 · 2006 · 2007 · 2008 · 2009 · 2010 · 2011 · 2012 · 2016